# Kociewie
Kociewie – region etnograficzny na Pomorzu Gdańskim, położony na zachodnim brzegu Wisły w dorzeczu Wdy i Wierzycy, obejmujący wschodnią część Borów Tucholskich.

## Terytorium
Obszar Kociewia wytyczać można z różnych punktów widzenia. Najpopularniejszymi perspektywami, z których opisuje się to zagadnienie, to spojrzenia: administracyjne, geograficzne, językowe.
Pod względem administracyjnym Kociewie leży na terenie województwa pomorskiego (w całości powiat starogardzki, tczewski oraz fragmentarycznie obszar gminy Trąbki Wielkie z powiatu gdańskiego, gminy Liniewa i Stara Kiszewa z powiatu kościerskiego oraz gminy Czersk z powiatu chojnickiego) oraz województwa kujawsko-pomorskiego (powiat świecki z gminą Nowe, Warlubie, Osie, Drzycim, Jeżewo, Dragacz, gmina Świecie z miastem, częściowo gmina Bukowiec i Lniano oraz fragmentarycznie obszar gminy Śliwice z powiatu tucholskiego). 
Geograficzne granice Kociewia wykreślił Jerzy Szukalski, który w publikacji „Krajobrazy Kociewia” pisał, że jest to region geograficzno-etnograficzny leżący na lewym brzegu dolnej Wisły w dorzeczu czterech jej dopływów: Wda, Mątawa, Wierzyca oraz Motława. Jego granice były w większości dość naturalne: od wschodu Wisła, od zachodu główny kompleks Borów Tucholskich. Kociewski krajobraz tworzy Pojezierze Starogardzkie, część równiny Borów Tucholskich, Równiny Świeckiej oraz lewobrzeżna część Doliny Kwidzyńskiej, przechodzącej w Żuławy Wiślane.
Językowe granice Kociewia wytyczył Kazimierz Nitsch na podstawie swoich badań terenowych z początków XX wieku. Według nich granice Kociewia wyglądają następująco:
- wschodnia granica na około 120-kilometrowym odcinku Wisły od wsi Topolinek koło Świecia do wsi Czatkowy koło Tczewa
- północno-zachodnia granica na linii Trąbki Wielkie – Wysin – Liniewo – Nowe Polaszki – Konarzyny
- południowo-zachodnia granica biegnąca przez Czarną Wodę, Osieczną, Lińsk, Lniano, Bukowiec, Gruczno do Topolinka[5].

Grupy etniczne Kociewia

Granicą borowiacko-kociewską jest dawna puszcza na północ i zachód od Śliwic i Osówka aż po rzekę Wdę. Pomiędzy tymi dwiema starymi wsiami a odległą o ponad 20 km Wdą, gdzie dopiero znajdowały się osady dzisiejszego Kociewia, znajdował się teren niezamieszkany. Dopiero w ciągu XVII stulecia osadnicy od terenu borowiackiego i od Wdy z terenu Kociewia zaczęli tę część borów zaludniać.
Fale osadnicze borowiackie i kociewskie nachodziły na siebie gdzieś w rejonie wówczas powstałych Osiecznej i Ocypla.
Spośród Kociewiaków wyróżniano następujące grupy etniczne:
- Lasacy[6] – w Borach Tucholskich
- Feteracy – z okolic Pelplina
- Górale – zamieszkujący wyżynne obszary w północnej części regionu
- Piaskarze – w okolicach Śliwic
- Olędracy – zamieszkujący nad Wisłą
- Samburczycy – z okolic Tczewa[7].

Większość tych grup odnotowywana była jednak incydentalnie, przy okazji badań Kociewia w pierwszej połowie XX wieku. Niektóre nazwy, jak Samburczycy, były od razu uznawane za przypadkowe (o czym pisała „odkrywczyni” tej nazwy prof. Zofia Stamirowska). Dziś poza określeniem „Lasacy”, pozostałe nazwy nie funkcjonują.

## Historia
Pierwszy zapis nazwy w formie Gociewie pochodzi z 10 lutego 1807 r. z meldunku ppłk Hurtiga do generała Jana Henryka Dąbrowskiego. Kolejne znane zapisy mają już formę Kociewie (Florian Ceynowa, Oskar Kolberg) – odnotowuje się je od lat sześćdziesiątych XIX wieku. Historycy nie mają jednoznacznej opinii w sprawie historii regionu jako takiego. Jan Powierski początków odrębności Kociewia szukał w okresie nowożytnym, z czym współgrał głos językoznawców, szukających korzeni gwary kociewskiej w XVI wieku. Jednak Gerard Labuda widział w Kociewiu dziedzictwo podziałów plemiennych z wczesnego średniowiecza. W XII- i XIII-wiecznych księstwach świeckim i lubiszewskim (tczewskim) dostrzegał przejaw wcześniejszej odrębności plemiennej względem reszty Pomorza Gdańskiego zamieszkałego przez przodków dzisiejszych Kaszubów. Jego poglądy wspierać mogą odkrycia archeologów w Kałdusie pod Chełmnem, który zdaje się być ważnym ośrodkiem z czasów pierwszych Piastów obejmującym nie tylko Ziemię Chełmińską, ale i większą część dzisiejszego Kociewia. Zdaje się nie budzić wątpliwości fakt, że znaczna część dzisiejszego Kociewia tworzy wyrazisty region także pod względem historycznym, choć dzisiejsza nazwa ma znacznie młodszą metrykę.
Sejmik Województwa Pomorskiego, chcąc podkreślić potrzebę zachowania i rozwoju wielokulturowego bogactwa Pomorza, ustanowił rok 2005 Rokiem Kociewskim.
W 2007 r. po raz pierwszy ogłoszono 10 lutego jako Światowy Dzień Kociewia.

## Miasta
| Lp. | Miasto            | Populacja | Powierzchnia | Województwo        |
| --- | ----------------- | --------- | ------------ | ------------------ |
| 1.  | Tczew             | 59 105    | 22,26 km²    | pomorskie          |
| 2.  | Starogard Gdański | 47 272    | 25,28 km²    | pomorskie          |
| 3.  | Świecie           | 24 987    | 16,50 km²    | kujawsko-pomorskie |
| 4.  | Pelplin           | 8065      | 4,45 km²     | pomorskie          |
| 5.  | Skarszewy         | 7103      | 11,96 km²    | pomorskie          |
| 6.  | Gniew             | 6791      | 6,04 km²     | pomorskie          |
| 7.  | Nowe              | 5787      | 3,57 km²     | kujawsko-pomorskie |
| 8.  | Skórcz            | 3609      | 3,67 km²     | pomorskie          |
| 9.  | Czarna Woda       | 2841      | 9,94 km²     | pomorskie          |

## Kultura
Od 1995 r. co 5 lat na Kociewiu odbywają się Kongresy Kociewskie, na których spotykają się samorządowcy oraz regionaliści, aby dyskutować o sprawach związanych z regionem.

## Hymn Kociewski
7 marca 2003 r. ustanowiono herb i hymn Kociewia, którego słowa są autorstwa ks. Bernarda Sychty:
Pytasz sia, dzie Kociewiaki
Majó swoje dómi,
Swe pachnące chlebam pola,
Swoje sochy, bróny
ref. Dzie Wierzyca, Wda
Przy śrebnym fal śpsiwie
Niesó woda w dal,
Tam nasze Kociewie (x2)
Czy to my tu na Kociewiu,
Czy Borusy w borach,
Czy Lasaki, czy Kaszuby
Na morzu, jeziorach
ref. Jadna Matka nas,
Wszytkich kolybała,
Pokłóńma sie w pas:
Tobia, Polsko, chwała (x2)

## Turystyka
Kociewskie Trasy Rowerowe to projekt realizowany od kilku lat przez Lokalną Organizację Turystyczną „Kociewie” przy wsparciu Lokalnych Grup Działania „Wstęga Kociewia” i „Chata Kociewia”, a także lokalnych samorządów. Na Kociewskie Trasy Rowerowe składa się ponad 400 kilometrów oznakowanych szlaków, łączących miasta Kociewia – Tczew, Starogard Gdański, Pelplin, Czarną Wodę, Gniew, Skórcz, Nowe i Świecie.

## Znane osoby pochodzące z Kociewia
- Teresa Budzisz-Krzyżanowska – aktorka
- Wojciech Cejrowski – dziennikarz radiowy, satyryk, fotograf, podróżnik, pisarz
- Grzegorz Ciechowski – muzyk
- Kazimierz Deyna – piłkarz
- Danuta Dziawgo – ekonomistka, profesor zwyczajna, prorektor ds. ekonomicznych i rozwoju Uniwersytetu Mikołaja Kopernika w Toruniu
- Łukasz Dziemiński – raper
- Magdalena Gabig-Cimińska – profesor nadzwyczajna Polskiej Akademii Nauk (Instytut Biochemii i Biofizyki PAN)
- Grzegorz Gajdus – lekkoatleta, biegacz długodystansowy, były rekordzista Polski w maratonie
- Andrzej Grubba – sportowiec (tenis stołowy)
- Krzysztof Kosedowski – sportowiec (boks)
- Leszek Kosedowski – sportowiec (boks)
- Henryk Jankowski – ksiądz
- Ryszard Karczykowski – śpiewak operowy
- Jan Klimek – obrońca Poczty Polskiej w Wolnym Mieście Gdańsk w 1939; rozstrzelany przez Niemców w październiku 1939 r.
- Grzegorz Kołodko – ekonomista
- Dorota Landowska – aktorka
- Roman Landowski – pisarz, regionalista
- Włodzimierz Łajming – malarz
- Bronisław Malinowski – sportowiec, mistrz olimpijski z Moskwy z 1980 r.
- Marcin Mięciel – piłkarz
- Oktawia Nowacka – pięcioboistka, brązowa medalistka Igrzysk Olimpijskich (2016)
- Zygmunt Nowak – architekt
- Albin Ossowski – aktor
- Edward Pałłasz – kompozytor
- Paweł Papke – siatkarz
- Kazimierz Piechowski – polski żołnierz, więzień i uciekinier z niemieckiego obozu Auschwitz-Birkenau
- Teresa Piotrowska – polityk, samorządowiec, posłanka na Sejm IV, V, VI, VII i VIII kadencji, od 2014 do 2015 minister spraw wewnętrznych
- Marcin Prus – siatkarz
- Sławomir Pstrong – reżyser, scenarzysta, autor opowiadań.
- Danuta Rosani – lekkoatletka dyskobolka, trzykrotna mistrzyni Polski i olimpijka
- Tomasz Schuchardt – aktor
- Ania Szarmach – piosenkarka, kompozytorka i autorka tekstów
- Paulina Tyszewska – członkini polskiego wywiadu
- Marek Walkowski - autorytet w dziedzinie pedagogiki wojskowej i energetyki zawodowej (łączność)
- Bogdan Wenta – trener polskiej reprezentacji piłki ręcznej; zdobywca wicemistrzostwa świata w 2007 roku
- Urszula Zajączkowska – poetka, botanik i artystka wizualna
- Kazimierz Zimny – lekkoatleta